# Virtusvecomp Verona 2013-2014
Questa voce raccoglie le informazioni riguardanti il Virtusvecomp Verona nelle competizioni ufficiali della stagione 2013-2014.

## Divise e sponsor
Per la stagione 2013-2014 lo sponsor tecnico è Erreà mentre gli sponsor ufficiali sono Vecomp, Technital e Vierrecop.
| Casa | Trasferta |

## Rosa
| N. |                     | Ruolo | Calciatore         |
| -- | ------------------- | ----- | ------------------ |
|    | Italia (bandiera)   | C     | Alessio Allegrini  |
|    | Italia (bandiera)   | D     | Enea Bolcato       |
|    | Italia (bandiera)   | C     | Lorenzo Boldini    |
|    | Italia (bandiera)   | C     | Matteo Bolchi      |
|    | Italia (bandiera)   | C     | Manuel Caridi      |
|    | Italia (bandiera)   | C     | Gianmarco Conti    |
|    | Italia (bandiera)   | C     | Nicola Corrent     |
|    | Italia (bandiera)   | A     | Andrea Cosner      |
|    | Italia (bandiera)   | C     | Thomas Frendo      |
|    | Italia (bandiera)   | D     | Marco Guzzo        |
|    | Italia (bandiera)   | D     | Angelo Iorio       |
|    | Italia (bandiera)   | A     | Matteo Lallo       |
|    | Italia (bandiera)   | C     | Massimo Lechthaler |
|    | Slovenia (bandiera) | A     | Dejan Marijanovič  |

| N. |                    | Ruolo | Calciatore       |
| -- | ------------------ | ----- | ---------------- |
|    | Italia (bandiera)  | C     | Matteo Mazzetto  |
|    | Italia (bandiera)  | A     | Davis Mensah     |
|    | Italia (bandiera)  | A     | Andrea Nalini    |
|    | Nigeria (bandiera) | A     | Raphael Odogwu   |
|    | Nigeria (bandiera) | A     | Kelly Oviahon    |
|    | Italia (bandiera)  | C     | Michael Pagan    |
|    | Italia (bandiera)  | P     | Alberto Paleari  |
|    | Italia (bandiera)  | D     | Enrico Peroni    |
|    | Italia (bandiera)  | A     | Luca Pompilio    |
|    | Italia (bandiera)  | D     | Alessandro Rizzi |
|    | Italia (bandiera)  | C     | Nicola Santuari  |
|    | Italia (bandiera)  | A     | Matteo Scapini   |
|    | Italia (bandiera)  | A     | Daniele Speziale |
|    | Italia (bandiera)  | D     | Andrea Trainotti |

## Risultati

### Girone di andata
| Bra 1 settembre 2013 1ª giornata | Bra | 2 – 2 | Virtus Verona | Stadio Attilio Bravi |

| Legnago 8 settembre 2013 2ª giornata | Virtus Verona | 0 – 0 | Castiglione | Stadio Mario Sandrini |

| Mantova 15 settembre 2013 3ª giornata | Mantova | 0 – 2 | Virtus Verona | Stadio Danilo Martelli |

| Legnago 22 settembre 2013 4ª giornata | Virtus Verona | 0 – 0 | Pergolettese | Stadio Mario Sandrini |

| Bellaria Igea Marina 29 settembre 2013 5ª giornata | Bellaria Igea Marina | 2 – 0 | Virtus Verona | Stadio Enrico Nanni |

| Forlì 6 ottobre 2013 6ª giornata | Forlì | 0 – 2 | Virtus Verona | Stadio Tullo Morgagni |

| Legnago 13 ottobre 2013 7ª giornata | Virtus Verona | 1 – 0 | Bassano Virtus | Stadio Mario Sandrini |

| Monza 20 ottobre 2013 8ª giornata | Monza | 3 – 2 | Virtus Verona | Stadio Brianteo |

| Legnago 27 ottobre 2013 9ª giornata | Virtus Verona | 0 – 2 | Santarcangelo | Stadio Mario Sandrini |

| Porto Tolle 3 novembre 2013 10ª giornata | Delta Porto Tolle | 0 – 2 | Virtus Verona | Stadio comunale |

| Arbitro: | Strippoli (Bari) |

|  |           |                |
|  | Marcatori | Martinelli 85’ |

| Sassari 16 novembre 2013 12ª giornata | Torres | 1 – 2 | Virtus Verona | Stadio Vanni Sanna |

| Legnago 24 novembre 2013 13ª giornata | Virtus Verona | 2 – 1 | Renate | Stadio Mario Sandrini |

| Arbitro: | Pierro (Nola) |

|                                |           |            |
| Marconi 35’, 52’ Valentini 68’ | Marcatori | 28’ Odogwu |

| Legnago 8 dicembre 2013 15ª giornata | Virtus Verona | 1 – 2 | SPAL | Stadio Mario Sandrini |

| Arbitro: | Piccininidi (Forlì) |

|  |           |                           |
|  | Marcatori | 54’ Peroni 64’, 69’ Conti |

| Legnago 22 dicembre 2013 17ª giornata | Virtus Verona | 1 – 1 | Cuneo | Stadio Mario Sandrini |

### Girone di ritorno
| Legnago 5 gennaio 2014 18ª giornata | Virtus Verona | 4 – 0 | Bra | Stadio Mario Sandrini |

| Castiglione delle Stiviere 12 gennaio 2014 19ª giornata | Castiglione | 0 – 0 | Virtus Verona | Stadio Ugo Lusetti |

| Legnago 19 gennaio 2014 20ª giornata | Virtus Verona | 1 – 1 | Mantova | Stadio Mario Sandrini |

| Crema 26 gennaio 2014 21ª giornata | Pergolettese | 1 – 1 | Virtus Verona | Stadio Giuseppe Voltini |

| Legnago 2 febbraio 2014 22ª giornata9 | Virtus Verona | 2 – 1 | Bellaria Igea Marina | Stadio Mario Sandrini |

| Legnago 9 febbraio 2014 23ª giornata | Virtus Verona | 0 – 1 | Forlì | Stadio Mario Sandrini |

| Bassano del Grappa 16 febbraio 2014 24ª giornata | Bassano Virtus | 1 – 0 | Virtus Verona | Stadio Rino Mercante |

| Legnago 23 febbraio 2014 25ª giornata | Virtus Verona | 0 – 1 | Monza | Stadio Mario Sandrini |

| Santarcangelo di Romagna 2 marzo 2014 26ª giornata | Santarcangelo | 1 – 1 | Virtus Verona | Stadio Valentino Mazzola |

| Legnago 8 marzo 2014 27ª giornata | Virtus Verona | 0 – 3 | Delta Porto Tolle | Stadio Mario Sandrini |

| Rimini 16 marzo 2014 28ª giornata | Rimini | 0 – 0 | Virtus Verona | Stadio Romeo Neri |

| Legnago 23 marzo 2014 29ª giornata | Virtus Verona | 0 – 0 | Torres | Stadio Mario Sandrini |

| Meda 30 marzo 2014 30ª giornata | Renate | 1 – 1 | Virtus Verona | Stadio Città di Meda |

| Verona 6 aprile 2014 31ª giornata | Virtus Verona | 0 – 0 | Alessandria | Stadio Marcantonio Bentegodi |

| Ferrara 13 aprile 2014 32ª giornata | SPAL | 1 – 1 | Virtus Verona | Stadio Paolo Mazza |

| Legnago 27 aprile 2014 33ª giornata | Virtus Verona | 1 – 0 | Real Vicenza | Stadio Mario Sandrini |

| Cuneo 4 maggio 2014 34ª giornata | Cuneo | 2 – 2 | Virtus Verona | Stadio Fratelli Paschiero |